# 840 v.Chr.

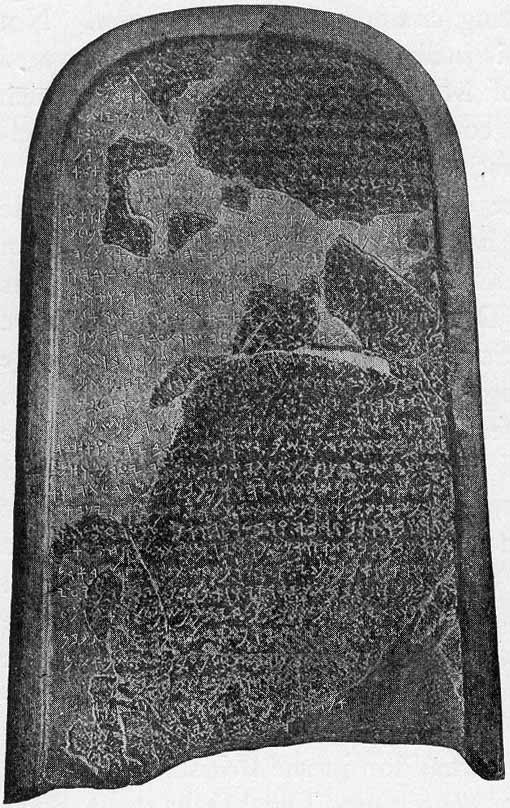
De Stele van Mesha (9e eeuw v.Chr.)

Het jaar 840 v.Chr. is een jaartal volgens de christelijke jaartelling.

## Gebeurtenissen

### Egypte
- In Opper-Egypte overlijdt hogepriester Nimlot en er ontstaat een opstand.
- Farao Takelot II stuurt kroonprins Osorkon om de rebellie te onderdrukken.
- In Thebe wordt Osorkon benoemd tot hogepriester van Amon.

## Religie
- De Stele van Mesha een stele van zwart basalt met daarin een inscriptie over koning Mesha van Moab (huidige Jordanië). De tekst beschrijft Mesha's overwinning op het koninkrijk Israël. (waarschijnlijke datum)

## Overleden
- Nimlot, hogepriester van Opper-Egypte